# サービスアニマル

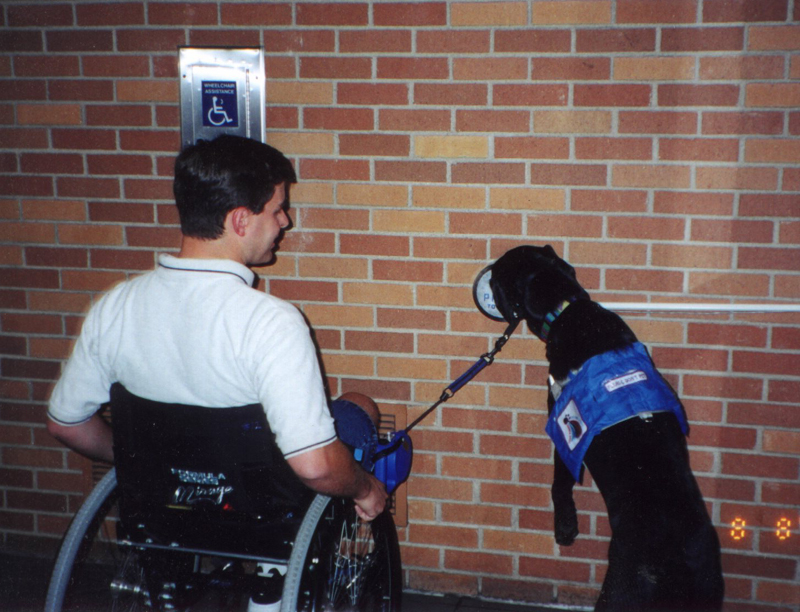
この介助犬は車いすの持ち主の為に電動ドアを開く目的でボタンを押すトレーニングを受けている。

サービスアニマルとは障害者を支援する事をトレーニングされた動物である。サービスアニマルは同様に国や動物の役割に応じて、アシスタントアニマル、アシストアニマル、サポートアニマルもしくはヘルパーアニマルとも称される。
犬は最も一般的なサービスアニマルであるが、サルや鳥、馬といった他の動物も記録されている。

## 定義
国際的な介助動物のコミュニティでは介助動物を三つのタイプに分類している
1. ガイドアニマル-視覚障害者をガイドする
2. ヒアリングアニマル-聴覚障害者にメッセージを送る
3. サービスアニマル-視覚障害者でも聴覚障害者でもない障害者の為に働く

アメリカ合衆国では障害を持つアメリカ人法(Americans with Disabilities Act:ADA)ではサービスアニマルを次の様に定義している。"any guide dog, signal dog, or other animal individually trained to provide assistance to an individual with a disability."非公式訳:"盲導犬、聴導犬、もしくは障害を持った個人の支援を提供するトレーニングを個別にしたその他動物。"
2010年9月にアメリカ司法省の市民権局はADAのその目的の為のサービスアニマルの定義を次の様に再定義した。 "any dog that is individually trained to do work or perform tasks for the benefit of an individual with a disability, including a physical, sensory, psychiatric, intellectual, or other mental disability. Other species of animals, whether wild or domestic, trained or untrained, are not service animals for the purposes of this definition."非公式訳:"身体、知覚、精神、知識、その他精神的なものを含む障害を持つ個人に恩恵をもたらす仕事に対して労働したり、機能したりするトレーニングを個別にしたどの犬でも。野良でも家庭的でもトレーニングしていてもされていなくても、この定義の目的のサービスアニマルには他の種の動物は含まれない。"この定義の改定で全てのコンフォートアニマル(訳者注:アニマルセラピー(和製英語)に使われる動物)は、オーナーが感情的な理由で飼うペットとして除外された(例:ペットの近くに居るとオーナーが穏やかになるかもしれない)。サービスアニマルと違ってコンフォートアニマルは障害に直接関係する測定可能な特定の仕事を演じるようにはトレーニングされていない。サービスアニマルの一般的な仕事は忌々しいライトのスイッチを切り替えたり、落としたものを拾い上げたり、警告を知らせたり、似たような障害に関する仕事を含んでいる 。市民権局はこの新しい法律でミニチュアホースに対する例外を切り出した。ミニチュアホースは新しい定義のサービスアニマルに含まれないが、ADAの特殊状況下で同様に保護されている。
アメリカ合衆国に於いてサービスアニマルの為の免許や登録手続きはない。その結果、どんな人でもどんな動物でも"サービスアニマル"と主張することができ、食品加工区域や病院、ペットフリー団地や空港等の通常動物が立ち入り禁止にされている場所に連れて行くよう主張することができた。定義の改定の主要な目的は偽ったり、不正をして彼らの猫や鳥やフェレットや爬虫類や他のペットをサービスアニマルだと主張する事を減らす事である。

## アクセス
動物がレストランや公共の施設にアクセスする事を否定するルールや規制にも拘わらず、多くの国で、盲導犬や他のタイプの介助犬は法律で保護され、それゆえ公共の場所はサービスアニマルを同行できる。法律と規制は国によって異なる。
- アメリカ合衆国では、障害を持つアメリカ人法(ADA)はビジネス、政府、機関もしくはその他団体が公衆のアクセスに関して盲導犬の出入りを阻害する事を禁止している。しかしながら、宗教団体がそのようなアクセス提供する事は義務付けられていない。同様に、今の規制では家庭的な犬を除いて他の種の動物は"サービスアニマル"から除外されて、ミニチュアホースはこの定義から除外されているが、障害を持つアメリカ人法(ADA)では保護されている。The Fair Housing Act(1968年公正住宅法)は家主に賃貸人に盲導犬を同居する事を許可し、正常にペットでないポリシーを持ち、そのような賃貸人に追加料金を徴収する事を禁止する事を要求している。加えて、介助猿の同居もThe Fair Housing Act(1968年公正住宅法)の保護に当てはまる。トレーニング中の盲導犬が同じ権利を持つかどうかは個々の州政府による。
- 南アメリカの多くの国とメキシコでは盲導犬のアクセスは所持者もしくは管理者の善意次第のみで決まる。観光客の多い地域では、盲導犬は一般的に問題なく受け入れられる。ブラジルでは、しかしながら、2006年に連邦政府判決[7]は、盲導犬が公共に居る事と公共場所に開かれている事に対する容認を命じた。ブラジリア地下鉄はどの列車に盲導犬が乗るかで計画に問題が発生した。
- ヨーロッパでは、状況が変わる[要説明]。国全体を治める法律を持つ国があったり、時折、各自の地方に任せる判決文が出ていたりする。
- オーストラリアではDisability Discrimination Act 1992が盲導犬の調教師を保護している。各州や準州はそれぞれの法律を持ち、それぞれがわずかに違う。
- カナダでは、オーナーがコントロールしている限り、盲導犬は他のサービスアニマルと同様に一般公衆が許している場所ならどこでも許されている。サービスアニマルのアクセスを認めないことはカナダのアルバータ州では$3000以下の罰金である[8]。
- 韓国では、公共に開けている場所なら何処にでもいる盲導犬を利用することを否定することは違法である。違反者は2,000,000ウォン以下の罰金である[9]。

## その他支援動物
大半のサービスアニマルは犬であるが、しかしながら、他の種の動物も障害者が独立した生活を送ることを助ける仕事を訓練されている。他の動物として
- オマキザル、道具を握る、ノブやスイッチを動かす、ページをめくるといったマニュアルの仕事を演じることができる[10]。
- ミニチュアホース、視覚障害者を案内するように訓練されている[10]。車いすを引っ張りパーキンソン病の人をサポートする。ミニチュアホースは宗教上の理由で犬を不浄であると考えている人や深刻な犬アレルギーの人に選ばれている。

## 介助猿

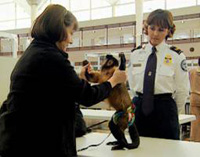
アメリカ国土安全保障省の運輸保安庁の職員がフライトの前に調査している。

介助猿とは介助動物の一種であり、アシスタントドッグに似ていて、脊髄を損傷していたり、機動障害があるような四肢麻痺の人々を助けるように特別に訓練されている。介助猿は普通個人的な団体の訓練所で訓練される。平均して7年間を訓練に要し、25-30年(盲導犬の2,3倍)務めることができる。初期として人間の家庭で社会化した後、四肢麻痺の人に届けられる前に、サービスモンキーは広範囲の訓練を受ける。その家に来て、そのサルは電子レンジで食品をあたためたり、四肢麻痺の人の顔を拭いたり、飲料を開けたりといった仕事を援助する。
米国動物愛護協会の捕獲野生動物の保護のマネージャーをしているデビー・リーイは猿は合法的なサービスアニマルであるとは考えていない。